# Daisuke Ishihara
Daisuke Ishihara (石原 大助 Ishihara Daisuke?), född 9 december 1971 i Yamanashi prefektur, är en japansk före detta fotbollsspelare.
Ishihara började sin karriär 1994 i Kofu SC (Ventforet Kofu). Han spelade 213 ligamatcher för klubben. Han avslutade karriären 2001.